# 트랜스퍼 팩터
트랜스퍼 팩터(영어: transfer factor)는 면역 분자로서 특정 세포의 면역기능을 돕는 항원으로, 주로 알레르기 등의 과잉면역반응을 잡아주고 T-세포가 분비하는 화학물질인 림포카인(lymphokines)을 생성하면서, 스스로가 항원으로서 작용한다.
트랜스퍼 팩터는 모든 고등 동물의 체내에 존재하며 면역 정보를 전달하는 펩타이드 분자의 일종이다. 백혈구와 초유, 계란 등에 존재하며, 보유자의 면역 반응을 유도, 조절, 억제한다. 분자량이 약 5000 돌턴으로 매우 가볍기 때문에 알레르기 반응을 일으킬 수있는 면역 원성을 가지지 않고 면역 글로불린 등 혈청단백질과 성질이 다르다.
트랜스퍼 팩터 자체는 병을 치료할 수 없지만, 다양한 병을 치료하는데 많은 도움을 줄 수 있어서 현재도 트랜스퍼 팩터를 이용한 연구가 활발하게 진행되고 있다.

## 역사
트랜스퍼 팩터는 1949년, 미국의 면역학자 H.셔우드 로렌스(H. Sherwood Lawrence)에 의해 발견되었다. 당시 결핵 연구를 하고있던 로렌스는 감염자의 백혈구에서 추출한 저분자 물질을 비감염자에게 주사하여 감염자에게 있는 면역반응이 비감염자로 전이되는 것을 확인했다. 로렌스는 이 추출물에는 감염자가 가지고 있는 면역에 대한 정보를 비감염자로 전달하는 어떠한 인자가 포함되어 있다고 생각하게 되었고, 이 물질을 트랜스퍼 팩터(전이요소)라고 불렀다.

## 특징
트랜스퍼 팩터는 44개의 아미노산으로 이루어진 펩타이드로, 항체보다 크기가 훨씬 작다. 항체가 보통 10,000 돌턴인데 반해 트랜스퍼 팩터는 3,500~5,000 돌턴 사이다. 각각의 역할에 따라 유도물질 인자(Inducer-Transfer factor), 특수항원 인자(Antigen-Transfer factor), 억제인자(Suppressor-Transfer factor)라고 부른다.
유도물질 인자는 특수항원 인자를 가지고 있는 전달인자가 T-세포에 면역정보를 하역할 수 있도록 유도하고, 특수항원 인자는 면역체계가 체내에 침투한 병원체 등의 이물질을 정확하게 알 수 있도록 정보를 제공한다. 그리고 억제인자는 자가 면역 등의 면역체계 무질서를 억제해 면역 시스템이 과잉 반응하는 것을 막아준다.
여러 연구에 의해 트랜스퍼 팩터는 생물학적으로 어떠한 특정한 종의 고유한 것이 아니고 어떤 종이든 효과가 있는 것으로 밝혀졌다. 즉, 소나 닭 같은 종의 동물에서 얻은 것이라도 트랜스퍼 팩터는 사람이나 다른 동물에게 면역 정보를 이전하는 것이 가능하다는 것이다.

## 의학계 연구와 식이 보충제의 섭취
다른 동물에서 추출한 트랜스퍼 팩터를 병에 걸린 소에게 주입했을 때 소의 질병이 나아졌는데, 이로 인해 트랜스퍼 팩터의 의학적 이용 가능성이 제기되었다.
의학계에서는 면역 조절제로 인터류킨(Interleukin;IL-2), 피시바닐(Picibanil;OK-432) 등과 함께 인간 림프구에서 추출한 트랜스퍼 팩터(dialysable leukocyte extract; DLE 또는 human leukocyte extract; HLE)의 연구를 진행하고 있다. 특히 치바 대학에서 활발하게 진행되고 있는 연구에서 장기 생존 암환자와 환자의 건강한 근친자의 림프구에서 추출한 트랜스퍼 팩터를 다른 암 환자에 주사하였더니 환자의 암재발률이 억제되었다는 연구 결과가 보고되었는데, 체내의 트랜스퍼 팩터는 환자마다 인자를 꺼내는 작업이 필요해 비효율적이기 때문에 일본에서는 임상결과에 대한 구체적인 내용이 적다.
러시아에서는 2000년 경부터 트랜스퍼 팩터의 효과와 안전성을 입증하는 연구가 여러 가지 다른 병원에서 진행되었는데 2005년, 트랜스퍼 팩터의 NK 세포 활성 실험과 임상실험 등의 결과를 바탕으로, 러시아 정부(보건부)는 러시아 연방의 모든 병원, 보건소, 올림픽 선수단에게 트랜스퍼 팩터 제품 사용을 허용했다.
트랜스퍼 팩터의 식이 보충제화 연구와 함께 이미 식이 보충제 제품이 상용화되어있는 미국의 경우, 미국 식품 의약품 안전청에서 트랜스퍼 팩터를 식이 보충제로 이용하는 것에 대해 '이것은 어떠한 질병의 치료에 직접적으로 효과를 발휘하지 않으므로 특정 질병의 치료에 효과가 있다는 과대/허위 광고를 금지할 것'과 함께, 트랜스퍼 팩터를 응용한 특정 질병의 직접적인 치료 목적의 신약 개발 및 라이센스/특허도 금지했다. 트랜스퍼 팩터에 대한 특허는 이를 추출해 제조하는 과정에 대해서 미국 특허를 받은 상태다.

## 용도
어린이들의 대상포진 및 백혈병 등 면역 저하로 인한 질병 그리고, 최근에 많이 부각되고 있는 알레르기 등의 자가 면역 질환에 도움을 줄 수 있는 것으로 알려져있다.
루게릭병, 폐암, 흑색종, 다발성 경화증 등에 대해서는 효과가 없을 가능성이 있다고 알려져 있다.(Possibly ineffective)
여드름, AIDS, 천식, 가려움증, 자궁경부암, 만성피로증후군, 크론질환, 발작, Hepatitis B, Herpes, Hodgkin's disease, 기생충에 의한 피부상처, 백혈병, HPV 바이러스, 균상식육종, 후두암, 골암, 전립선암, 류머티스성 관절염, Wiskott-Aldrich 유전병, 알츠하이머, 자폐증, 당뇨, 불임 등의 질병에 대해서는 효능이 있다고 주장된 바가 있으나 증거가 충분하지는 않다.(Insufficient evidence)

## 부작용
트랜스퍼 팩터를 주사제로 이용할 경우 주사부위에 발열과 붓기, 통증이 생길 수 있다. 그러나 이를 식이 보충제로 이용할 경우 어린이, 노약자, 임산부 또는 수유 중인 산모에게 이용해도 부작용이 없는것으로 나타났다.

## 같이 보기
- 림포카인